# Mary Christina Brown
Mary Christina Brown (* 1986 in Fort Bragg, North Carolina) ist eine US-amerikanische Theater- und Filmschauspielerin, Model, Tänzerin sowie Sängerin der Shar-Jackson-Band MPULZ.

## Leben
Brown wurde als Tochter eines US-Amerikaners mit britischen, niederländischen und indianischen Vorfahren und einer koreanisch-japanischstämmigen Mutter in Fort Bragg in eine Militärfamilie geboren. Sie wuchs auch bei ihrer philippinisch-chinesisch-spanischen Stiefmutter auf und später zog die Familie nach San Francisco. Erste Erfahrungen mit dem Schauspiel erhielt sie in verschiedenen Bühnenstücken und war im Ensemble der Young People’s Musical Theater Company. Sie besuchte eine Reihe von Schulen für darstellende Kunst, wie die A.C.T. Conservatory, die School of the Arts High School und das Bennett Theatre Lab. Sie studierte klassischen Gesang an der San Francisco Conservatory of Music.
Brown debütierte 1995 als Kinderdarstellerin in einer Nebenrolle im Film Jade. Im Folgejahr verkörperte sie eine Episodenrolle in der Fernsehserie Nash Bridges.
Nach Kleinstrollen übernahm sie 2006 im Splatterfilm Night of the Dead die Nebenrolle der Lith. Sie blieb dem Filmgenre treu und war 2007 in der Rolle der Sybil in Doomed zu sehen. 2012 erhielt sie eine Nebenrolle im Martial-Arts-Film The Man with the Iron Fists.

## Filmografie (Auswahl)
- 1995: Jade
- 1996: Nash Bridges (Fernsehserie, Episode 2x11)
- 2002: Ultimate Reality
- 2004: A Night in Compton
- 2004: MDN (Fernsehserie)
- 2005: Estudio 2 (Fernsehserie)
- 2005: Barely Buzzed (Kurzfilm)
- 2005: Kitchen Confidential (Fernsehserie, Episode 1x03)
- 2005: That Game of Chess
- 2006: Campus Ladies (Fernsehserie, Episode 1x10)
- 2006: Night of the Dead
- 2007: Doomed
- 2007: Spin
- 2007: Rolling
- 2007: Stand Up
- 2008: Loaded
- 2008: BoysTown (Fernsehserie, Episode 1x01)
- 2009: Blood and Bone – Rache um jeden Preis (Blood and Bone)
- 2009: Shadowman
- 2010: Fast Lane
- 2010: Dark Island (Fernsehfilm)
- 2010: Project Purgatory
- 2011: Repeat Offenders: Jamais Vu
- 2012: The Man with the Iron Fists
- 2013: Die Rache des Templers (Night of the Templar)
- 2015: AWOL-72
- 2016: Vigilante Diaries
- 2016: Max Steel
- 2016: Mind Blown (Fernsehfilm)
- 2017: Final Storm – Der Untergang der Welt (Doomsday Device) (Fernsehfilm)
- 2017: Love Beats Rhymes
- 2017: Jaded (Fernsehfilm)
- 2018: A Talent for Trouble
- 2019: Interface (Kurzfilm)
- 2020: Paydirt
- 2021: Karen
- 2021: Every Last One of Them